# Улица Революции (Новосибирск)
Улица Револю́ции (до 1920 года — Дворцо́вая) — улица в Железнодорожном районе Новосибирска. Начинается от перекрёстка с Коммунистической улицей и проездом Виктора Ващука. Улица Революции идёт на север и пересекает улицы Октябрьскую, Горького, Щетинкина, Депутатскую и Ленина. Также между улицами Октябрьской и Горького от неё отходит улица Чаплыгина. Заканчивается, соединяясь с проспектом Димитрова.

## Достопримечательности

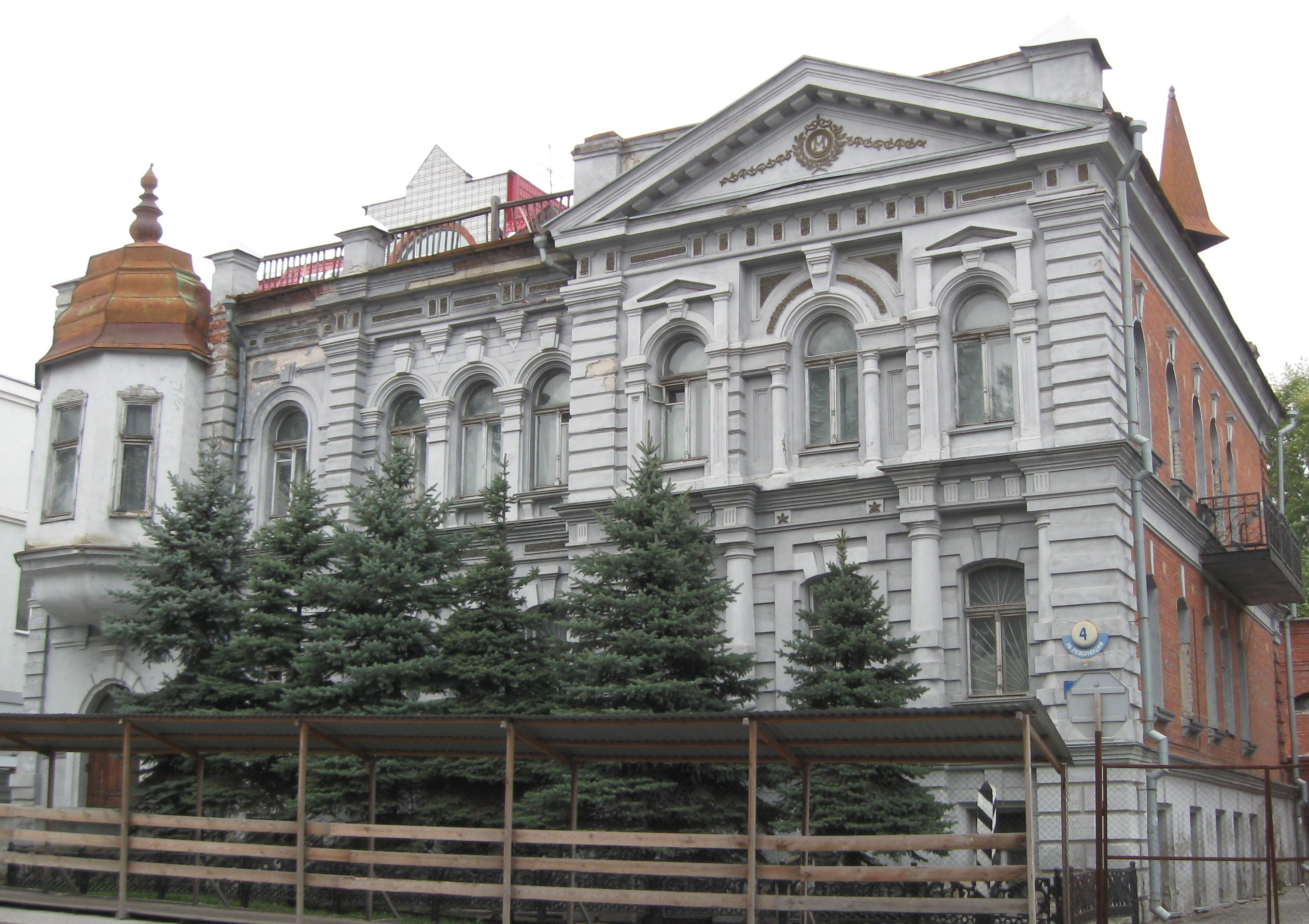
Отель «Метрополитен»

- Отель «Метрополитен» — здание, сооружённое в 1905 году. Изначально эксплуатировалось как жилой дом, в 1911 году в здании открылась гостиница, которая стала первой каменной гостиницей города. Памятник архитектуры регионального значения.[2]
- Городская начальная школа — здание, построенное в 1909—1912 годы. Одна из 12 школ, построенная по архитектурному проекту Андрея Дмитриевича Крячкова. Памятником архитектуры регионального значения. С 1997 года здание приспособлено для нужд Театра кукол.[3]
- Коммерческое собрание — здание, больше известное как театр «Красный факел». Спроектировано архитектором Крячковым и построено в 1912—1914 годах. Памятник архитектуры регионального значения.
- Клуб имени Октябрьской Революции — архитектурное строение, возведённое в 1927 году. Один из первых рабочих клубов города. Здание является памятником истории регионального значения.[4]
- Дом жилищного кооператива «Медик» — дом на углу улиц Ленина и Революции. Возведён в 1930—1933 годах.[5]

## Организации
Образование
- НГТИ, Новосибирский государственный театральный институт
- Гимназия № 10
- Академия стандартизации, метрологии и сертификации, Новосибирский филиал

Другое
- Кобра, бизнес-центр
- Театральный проспект, газета

## Известные жители
- Арнольд Михайлович Кац (1924—2007) — советский и российский дирижёр, основатель и художественный руководитель Новосибирского симфонического оркестра. С 1970 по 2007 год жил в доме № 17 по улице Революции (улица Максима Горького № 12). В память об известном дирижёре на этом здании установлена мемориальная доска[6].